# Bryophytina
Die Bryophytina sind eine Unterabteilung der Laubmoose (Bryophyta) und deren mit Abstand artenreichste. 

## Merkmale
Die Vertreter der Bryophytina sind äußerst vielfältig. Ihre Größe reicht von sehr klein bis zu 80 cm Größe. Das Protonema ist meist fädig, einzellreihig, verzweigt sowie kurzlebig; nur selten ist es thallös oder langlebig. Die Moospflanzen (der Gametophyt) bestehen meist aus Rhizoiden, einer häufig verzweigten Sprossachse, und Blättchen. Letztere werden zwar häufig Blätter genannt, sind jedoch den Blättern der Gefäßpflanzen nicht homolog. Die Sprossachse ist häufig stark differenziert und weist im Querschnitt eine Epidermis, eine Rinde und einen Zentralstrang auf. Letzterer enthält Hydroiden (wasserleitende Zellen) und bei den Polytrichaceae auch Leptoiden (assimilatleitende Zellen).
Die Bryophytina sind einhäusig (monözisch) oder zweihäusig (diözisch) getrenntgeschlechtig. 
Der Sporophyt verfügt meist über eine Seta von sehr unterschiedlicher Länge. Die Kapsel (Sporangium) ist meist in einen Hals, eine Theka und ein Operculum differenziert. Das Peristom kommt in zwei Typen vor: beim nematodonten Peristom bestehen die Zähne aus ganzen, toten Zellen, während sie beim arthrodonten Peristom aus Teilen von Zellwänden bestehen. Nematodontes Peristom kommt bei den Tetraphidopsida und Polytrichopsida vor, arthrodontes Peristom bei den Bryopsida.

## Systematik
Die Bryophytina sind eine der drei Unterabteilungen der Laubmoose. Sie werden in fünf Klassen gegliedert, wobei die ersten vier relativ artenarm sind, während die Bryopsida rund 98 % aller Laubmoose umfassen.
- Klasse Andreaeopsida
- Klasse Oedipodiopsida
- Klasse Tetraphidopsida
- Klasse Polytrichopsida
- Klasse Bryopsida

Für eine Gliederung bis zur Familienebene siehe Systematik der Moose.

## Belege
- Wolfgang Frey, Michael Stech, Eberhard Fischer: Bryophytes and Seedless Vascular Plants (= Syllabus of Plant Families. 3). 13th edition. Borntraeger, Berlin u. a. 2009, ISBN 978-3-443-01063-8, S. 130–137.